# Hemibungarus calligaster
Hemibungarus calligaster es una especie de serpiente venenosa que pertenece a la familia Elapidae. Es la única especie del género monotípico Hemibungarus. Se distribuyen por las islas Filipinas.

## Subespecies
Se reconocen las siguientes según The Reptile Database:
- H. calligaster calligaster (Wiegmann, 1835) - Luzón
- H. calligaster gemiannulis Peters, 1872 - isla de Cebú
- H. calligaster mcclungi Taylor, 1922 - Polillo